# Скорушу (Валча)
Скорушу (рум. Scorușu) насеље је у Румунији у округу Валча у општини Лапушата. Oпштина се налази на надморској висини од 304 m.

## Становништво
Према подацима из 2002. године у насељу је живело 292 становника, од којих су сви румунске националности.